# Quechua chachapoyano
El quechua chachapoyano o quechua amazonense es una variedad quechua hablada en el sur del departamento de  Amazonas del Perú, en las provincias de Chachapoyas y Luya. Otra denominación es la de quechua amazonense. Los códigos de identificación de la lengua son ISO 639-3 quk y Glottolog chac-1250.
Esta variedad quechua está en franco retroceso en relación con el idioma español, aunque es posible encontrar hablantes fluidos en algunos distritos como Colcamar (Luya), La Jalca (Chachapoyas). Se han reportado en el distrito de Conila (provincia de Luya) niños que aún hablan el quechua.

## Enlace
- Juan Puma, el Hijo del Oso: Cuento Quechua de La Jalca, Chachapoyas Gerald Taylor (1997).

- Datos: Q35138